# Parthenocissus
Parthenocissus Planch., 1887 è un genere di specie rampicanti appartenente alla famiglia Vitaceae.
Raggruppa specie native dell'Himalaya, dell'Asia orientale e del Nord America.  Molte sono coltivate per uso ornamentale, in particolare P. henryana, P. quinquefolia e P. tricuspidata.
Sono utilizzate come piante alimentari dalle larve di alcune specie di lepidotteri tra cui Euproctis chrysorrhoea  e Naenia typica.

## Etimologia
Il nome deriva dal greco parthenos, vergine e kissos (latinizzato come "cissus"), "edera".

## Descrizione
Le foglie possono essere palmate a 5 o 7 lobi, trifogliate (come in P. semicordata e P. sichuanensis), o semplici e lobate (come in P. dalzielii, P. suberosa e P. tricuspidata). Una sola specie, P. renukae, presenta foglie semplici cuoriformi.

## Dati fossili
Polline fossile di Parthenocissus è stato riconosciuto da ricercatori austriaci nei sedimenti datati Miocene nella valle del Lavant  (Alpi della Lavanttal). Il sedimento contenente il polline fossile di Parthenocissus si era accumulato in un ambiente umido di pianura con varie unità di vegetazione di foreste miste sempreverdi e latifoglie decidue.

## Tassonomia
In questo genere sono riconosciute 13 specie:
- Parthenocissus dalzielii Gagnep.
- Parthenocissus feddei (H.Lév.) C.L.Li
- Parthenocissus henryana (Hemsl.) Graebn. ex Diels & Gilg
- Parthenocissus heptaphylla (Planch.) Britton
- Parthenocissus laetevirens Rehder
- Parthenocissus quinquefolia (L.) Planch.
- Parthenocissus renukae Anto & Pradeep
- Parthenocissus semicordata (Wall.) Planch.
- Parthenocissus sichuanensis Y.F.Deng
- Parthenocissus suberosa Hand.-Mazz.
- Parthenocissus tricuspidata Siebold & Zucc.) Planch.
- Parthenocissus vicaryana (Kurz) H.B.Naithani
- Parthenocissus vitacea (Knerr) Hitchc.

## Distribuzione e habitat
Tre delle specie appartenenti a questo genere (P. heptaphylla, P. quinquefolia, P. vitacea) sono originarie del Nord America, le altre dell'Asia, dall'India (P. renukae)  all'Himalaya (P. semicordata, P. vicaryana), Cina e sud-est asiatico.